# 속초해양경찰서
속초해양경찰서(束草海洋警備安全署, Sokcho Coast Guard)는 해상경비, 해양안전 관리, 해상치안질서 유지, 해양오염 방지 등의 업무를 수행하기 위하여 설립된 대한민국 해양경찰청 동해지방해양경찰청 소속의 특별지방행정기관으로 속초해양경찰서장은 총경(4급 상당)으로 보한다. 강원특별자치도 속초시 동명항길 35에 위치하고 있다.

## 관할 구역
- 강원특별자치도 속초시, 춘천시, 고성군, 양구군, 인제군, 화천군, 양양군, 철원군, 홍천군, 강릉시 주문진읍

## 조직
| - 기획운영과 - 기획운영계 - 경리계 - 홍보팀 - 청문감사계 - 민원봉사실 - 경비구조과 - 경비구조계 - 상황실 - 구조대 | - 해상안전과 - 안전관리계 - 교통레저계 - 장비관리과 - 정비계 - 보급계 - 정보통신계 - IT관제실 - 통신망관리실 - 위성통신실 - 정비실 | - 수사과 - 수사계 - 형사계 - 정보과 - 정보계 - 보안계 - 외사계 - 해양오염방제과 - 방제계 - 예방지도계 |

## 소속기관
| 명칭       | 사진 | 주소                         | 관할구역 | 출장소                                                   |
| ---------- | ---- | ---------------------------- | -------- | -------------------------------------------------------- |
| 거진파출소 |      | 고성군 거진항1길 11          |          | 대진출장소 가진출장소 공현진출장소 송지호출장소          |
| 속초파출소 |      | 속초시 청호대교로 97         |          | 문암출장소 아야진출장소 봉포출장소 장사출장소 동명출장소 |
| 낙산파출소 |      | 양양군 강현면 낙산사로 54-14 |          | 대포출장소 물치출장소 수산출장소                         |

## 보유 함정
| - 1512함 - 1513함 - 505함 - 509함 - 510함 | - P-20정 - P-21정 | - p-105정 - P-77정 - P-88정 | - P-105정 - P-117정 (형사기동정) - 방제2호정 |

## 사건 사고
- 대한민국 해경 경비정 제863호 침몰 사건
- 1980년 1월 23일에 경비임무를 수행하던 경비정 72호가 경비정 207호와 충돌하여 침몰해 해양경찰 9명, 의무·전투경찰 7명이 순직하였다.[2]